# Oscar za najbolji film
Oscar za najbolji film (eng. Academy Award for Best Picture), jedna je od Nagrada za zasluge koju svake godine dodjeljuje Akademija filmskih umjetnosti i znanosti (AMPAS) umjetnicima koji rade u filmskoj umjetnosti. Kategorija najboljeg filma je jedina kategorija u kojoj svaki član Akademije može glasati o konačnom ishodu, ali i nominirati. Tijekom godišnje dodjele Oscara, ova nagrada dodjeljuje se posljednja, a obično po nju na podij dolaze producenti i redatelj. No, samo su producenti službeno dobitnici nagrade. Oscar za najbolji film praktički se smatra najvažnijim Oscarom, jer je to konačni rezultat zajedničke produkcije, režije, glume i pisanja scenarija.

## Povijest
Na prvoj dodjeli Oscara (za 1927. i 1928. godinu) nije bilo nagrade za najbolji film. Umjesto toga, podijeljene su dvije različite nagrade, jedna nazvana najbolja produkcija, koju je osvojio epski film Krila, te najveća umjetnička vrijednost produkcije, koju je osvojio art film Svitanje. Nagrade su trebale odati počast jednako vrijednim aspektima superiornog napora u snimanju filmova. No, suci i šefovi studija više su pažnje obraćali potonjoj kategoriji – šef MGM-a Louis B. Mayer, kojem se nije sviđao realizam Gomile Kinga Vidora, vršio je pritisak na suce da ne nagrade njegov vlastiti studijski film, nego da izaberu Svitanje. Sljedeće godine, Akademija je ustanovila jedninstvenu nagradu nazvanu najbolja produkcija i retroaktivno odlučila da nagrada koju su osvojila Krila bude istovrijednica ovoj nagradi, što je rezultiralo da se Krila često pogreškom navode kao osvajač nagrade za najbolji film prve godine. Nagrada se preimenovala u najbolji film na dodjeli 1931. godine.
Od 1944. godine, Akademija je ograničila nominacije na pet nomimiranih za najbolji film po godini. Od 81. dodjele Oscara (za 2008. godinu), 464 filma su bila nominirana za glavnu nagradu. Tijekom posljednjih 92 godine, Akademija je dodijelila ukupno 92 nagrade za najbolji film. Oscari za najbolji film i najboljeg redatelja često su se kroz povijest blisko povezivali. Od 92 filma koji je bio nagrađen najprestižnijom nagradom, 66 je ih bilo također bilo nagrađeno za najboljeg redatelja. Samo tri filma su osvojili nagradu za najbolji film bez da je njihov redatelj bio nominiran (iako samo jedan od ranih tridesetih): Krila (1927./'28.), Grand Hotel (1931./'32.) i Vozeći gospođicu Daisy (1989.). Isto tako, jedina dva redatelja koja su osvojila nagradu bez da je njihov film bio nominiran za najboljeg bili su s početka tridesetih: Lewis Milestone (1927./'28.) i Frank Lloyd (1928./'29.).
Jedna od kontroverznih točaka je manjak interesa s neengleskog govornog područja u svim kategorijama osim one za najbolji strani film. Jako malo filmova na stranim jezicima je bilo nominirano u bilo kojoj kategoriji, osim za umjetničke zasluge. Do danas je samo osam stranih filmova bilo nominirano za najbolji film: Velika iluzija (francuski, 1938.); Z (francuski, 1969.); Emigranti (švedski, 1972.); Krici i šaputanja (švedski, 1973.); Poštar (talijanski/španjolski, 1995.); Život je lijep (talijanski, 1998.); Tigar i zmaj (mandarinski, kineski, 2000.); i Pisma s Iwo Jime (japanski, 2006.). Ističe se i iznimna pristranost prema filmovima dužima od dva sata: Fatalna nesreća (2006., 113 min.) je najkraći film dobitnik nagrade za najbolji film u posljednjih dvadeset godina.
Nijedan film osvajač ove nagrade nije izgubljen, iako ih nekoliko kao što su Na zapadu ništa novo i Lawrence od Arabije postoji samo u obliku izmijenjenom od izvornika, izdanja koje je osvojilo nagradu, obično zato što su premontirani radi reizdanja (i naknadno restaurirani od arhivista). Drugi pobjednici i nominirani kao što su Tom Jones i Ratovi zvijezda su naširoko dostupni u izmijenjenim inačicama. Film iz 1928. godine, Patriot je jedini nominiran za Oscara koji je izgubljen; za Reket se dosta dugo vjerovalo da je izgubljen, ali je primjerak postojao u arhivu producenta Howarda Hughesa, a od tada je prikazan na Turner Classic Movies.

## Dobitnici i nominirani
U donjem popisu, dobitnik nagrade za svaku godinu je prikazan prvi, nakon čega slijede drugi nominirani. Osim prvih godina (kad je Akademija koristila ne-kalendarske godine), prikazana godina je ona u kojoj je film premijerno prikazan u Okrugu Los Angeles, Kalifornija; to je obično godina prvog izdanja, ali može biti i godina nakon prvog izdanja (kao Casablanca, a ako se uzme u obzir praizvedba na film-festivalu, i Fatalna nesreća). To je godina prije svečanosti na kojoj je dodijeljena nagrada; na primjer, film u kinima prikazan tijekom 2005. uzima se u obzir za Oscar za najbolji film 2005., dodijeljen u 2006. Do 1950. godine, nagrada za najbolji film je dodjeljivana produkcijskim kompanijama; od 1951. godine pa nadalje, nagrada ide producentu.

### 1920-e
| Godina      | Film Producenti                   | Nominirani |
| ----------- | --------------------------------- | --- |
| 1927./1928. | Krila – Lucien Hubbard            | Reket – Howard Hughes Sedmo nebo – William Fox                                                                          |
| 1928./1929. | Broadwayska melodija – Harry Rapf | Alibi – Roland West Hollywoodska revija 1929. – Harry Rapf Patriot – Ernst Lubitsch U staroj Arizoni – Winfield Sheehan |

### 1930-e
| Godina      | Film Producenti                                        | Nominirani |
| ----------- | ------------------------------------------------------ | --- |
| 1929./1930. | Na zapadu ništa novo – Carl Laemmle Jr.                | Disraeli – Jack L. Warner, Darryl F. Zanuck Ljubavna parada – Ernst Lubitsch Raspuštenica – Robert Z. Leonard Velika kuća – Irving Thalberg |
| 1930./1931. | Cimarron – William LeBaron                             | East Lynne – Winfield Sheehan Naslovna strana – Howard Hughes Skippy – Adolph Zukor Trader Horn – Irving G. Thalberg |
| 1931./1932. | Grand Hotel – Irving Thalberg                          | Arrowsmith – Samuel Goldwyn Five Star Final – Hal B. Wallis Jedan sat s tobom – Ernst Lubitsch Loša djevojka – Winfield Sheehan Nasmijani poručnik – Ernst Lubitsch Šampion – King Vidor Šangaj ekspres – Adolph Zukor |
| 1932./1933. | Kavalkada – Winfield Sheehan                           | 42. ulica – Darryl F. Zanuck Dama za jedan dan – Frank Capra Državni sajam – Winfield Sheehan Ja sam bjegunac s robije – Hal B. Wallis Male žene – Merian C. Cooper, Kenneth MacGowan Privatni život Henrika VIII. – Alexander Korda She Done Him Wrong – William LeBaron Smilin' Through – Irving Thalberg Zbogom oružje – Adolph Zukor |
| 1934.       | Dogodilo se jedne noći – Harry Cohn                    | Barrettovi iz ulice Wimpole – Irving Thalberg Bijela parada – Jesse L. Lasky Flirtation Walk – Jack L. Warner, Hal Wallis, Robert Lord Here Comes the Navy – Lou Edelman Imitacija života – John M. Stahl Jedna noć ljubavi – Harry Cohn, Everett Riskin Kleopatra – Cecil B. DeMille Kuća Rotschildovih – Darryl F. Zanuck, William Goetz, Raymond Griffith Tanki čovjek – Hunt Stromberg Vesela razvedenica – Pendro S. Berman Viva Villa! – David O. Selznick                                                                      |
| 1935.       | Pobuna na brodu Bounty – Irving Thalberg, Albert Lewin | Alice Adams – Pendro S. Berman Broadwayska melodija 1936. – John W. Considine Jr. Cilindar – John W. Considine Jr. David Copperfield – David O. Selznick Doušnik – Cliff Reid Jadnici – Darryl F. Zanuck Kapetan Blood – Hal Wallis, Harry Joe Brown, Gordon Hollingshead Ruggles iz Red Cappa – Arthur Hornblow, Jr. San ivanjske noći – Henry Blanke Razvedenica – Pendro S. Berman Tanki čovjek – Hunt Stromberg Viva Villa! – David O. Selznick Zločesta Marietta – Hunt Stromberg Život bengalskog kopljanika – Louis D. Lighton |
| 1936.       | Veliki Ziegfeld – Hunt Stromberg                       | Anthony Adverse – Henry Blanke Dodsworth – Samuel Goldwyn, Merritt Hulbert Gospodin Deeds ide u grad – Frank Capra Obilježena dama – Lawrence Weingarten Priča o dva grada – David O. Selznick Romeo i Julija – Darryl F. Zanuck, Kenneth MacGowan San Francisco – John Emerson, Bernard H. Hyman Tri pametne djevojke – Joe Pasternak, Charles R. Rogers |
| 1937.       | Život Emila Zole – Henry Blanke                        | Dobra zemlja – Irving Thalberg, Albert Lewin Izgubljeni horizont – Frank Capra Kapetan Hrabrost – Louis Lighton Slijepa ulica – Samuel Goldwyn, Merritt Hulbert Sto muškaraca i djevojka – Charles R. Rogers, Joe Pasternak Užasna istina – Leo McCarey, Everett Riskin U starom Chicagu – Darryl F. Zanuck, Kenneth MacGowan Ulaz na pozornicu – Pendro S. Berman Zvijezda je rođena – David O. Selznick |
| 1938.       | U grob ništa ne nosiš – Frank Capra                    | Alexanderov ragtime bend – Darryl F.Zanuck, Harry Joe Brown Citadela – Victor Saville Četiri kćeri – Hal B. Wallis, Henry Blanke Grad dječaka – John W. Considine, Jr. Jezebel – Hal B. Wallis, Henry Blanke Pokusni pilot – Louis Lighton Pustolovine Robina Hooda – Hal B. Wallis, Henry Blanke Pygmalion – Gabriel Pascal Velika iluzija – Frank Rollmer, Albert Pinkovitch |
| 1939.       | Zameo ih vjetar – David O. Selznick                    | Čarobnjak iz Oza – Mervyn LeRoy Gospodin Smith ide u Washington – Frank Capra Ljubavna afera – Leo McCarey Mračna pobjeda – David Lewis Ninočka – Sidney Franklin O miševima i ljudima – Lewis Milestone Orkanski visovi – Samuel Goldwyn Poštanska kočija – Walter Wanger Zbogom, gospodine Chips – Victor Saville |

### 1940-e
| Godina | Film Producenti                                    | Nominirani |
| ------ | -------------------------------------------------- | --- |
| 1940.  | Rebecca – Alfred Hitchcock, David O. Selznick      | Dugo putovanje kući – John Ford Kitty Foyle – David Hempstead Naš grad – Sol Lesser Pismo – Hal B. Wallis Plodovi gnjeva – Darryl F. Zanuck, Nunnally Johnson Priča iz Philadelphije – Joseph L. Mankiewicz Strani dopisnik – Walter Wanger All This, and Heaven Too – Jack L. Warner, Hal B. Wallis, David Lewis Veliki diktator – Charles Chaplin |
| 1941.  | Kako je bila zelena moja dolina – Darryl F. Zanuck | Cvijeće u prašini – Irving Asher Građanin Kane – Orson Welles Here Comes Mr. Jordan – Everett Riskin Male lisice – Samuel Goldwyn Malteški sokol – Hal B. Wallis Narednik York – Jesse L. Lasky, Hal B. Wallis Sumnja – Alfred Hitchcock Zaustavi zoru – Arthur Hornblow, Jr.                                                                       |
| 1942.  | Gđa. Miniver – Sidney Franklin                     | 49. paralela – Michael Latham Powell Govor grada – George Stevens Kings Row – Hal B. Wallis Ponos Jenkija – Samuel Goldwyn Robovi prošlosti – Sidney Franklin The Pied Piper – Nunnally Johnson Veličanstveni Ambersonovi – Orson Welles Wake Island – Joseph Sistrom Yankee Doodle Dandy – Jack L. Warner, Hal B.Wallis, William Cagney            |
| 1943.  | Casablanca – Hal B. Wallis                         | Bernadettina pjesma – William Perlberg Borimo se na moru – Noel Coward Kome zvono zvoni – Sam Wood Ljudska komedija – Clarence Brown Madame Curie – Sidney Franklin Nebo može čekati – Ernst Lubitsch Omča za vješanje – Lamar Trotti Straža na Rajni – Hal B. Wallis Što brojniji, to veseliji – George Stevens                                    |
| 1944.  | Idući svojim putem – Leo McCarey                   | Dvostruka obmana – Joseph Sistrom Otkako si otišao – David O. Selznick Plinsko svjetlo – Arthur Hornblow, Jr. Wilson – Darryl F. Zanuck |
| 1945.  | Izgubljeni vikend – Charles Bracken                | Anchors Aweigh – Joe Pasternak Mildred Pierce – Jerry Wald Začarana – David O. Selznick Zvona Svete Marije – Leo McCarey |
| 1946.  | Najbolje godine naših života – Samuel Goldwyn      | Divan život – Frank Capra Henry V. – Laurence Olivier Rub oštrice – Darryl F. Zanuck Proljeće života – Sidney Franklin |
| 1947.  | Džentlmenski sporazum – Darryl F. Zanuck           | Biskupova supruga – Samuel Goldwyn Čudo u 34. ulici – William Perlberg Unakrsna vatra – Adrian Scott Velika očekivanja – Ronald Neame |
| 1948.  | Hamlet – Laurence Olivier                          | Blago Sierra Madre – Henry Blanke Crvene cipelice – Michael Latham Powell, Emeric Pressburger Johnny Belinda – Jerry Wald Zmijsko leglo – Anatolij Litvak, Robert Bassler |
| 1949.  | Svi kraljevi ljudi – Robert Rossen                 | Bojište – Dore Schary Nasljednica – William Wyler Pismo trima ženama – Sol C. Siegel Polijetanje usred dana – Darryl F. Zanuck |

### 1950-e
| Godina | Film Producenti                                 | Nominirani |
| ------ | ----------------------------------------------- | --- |
| 1950.  | Sve o Evi – Darryl F. Zanuck                    | Bulevar sumraka – Charles Brackett Jučer rođena – S. Sylvan Simon Mladenkin otac – Pandro S. Berman Rudnici kralja Solomona – Sam Zimbalist                  |
| 1951.  | Amerikanac u Parizu – Arthur Freed              | Mjesto pod suncem – George Stevens Odluka pred zoru – Anatolij Litvak, Frank McCarthy Quo Vadis – Sam Zimbalist Tramvaj zvan čežnja – Charles K. Feldman     |
| 1952.  | Najveća predstava na svijetu – Cecil B. DeMille | Ivanhoe – Pandro S. Berman Mirni čovjek – John Ford, Merian C. Cooper Moulin Rouge – John Huston Točno u podne – Stanley Kramer                              |
| 1953.  | Odavde do vječnosti – Buddy Adler               | Julije Cezar – John Houseman Praznik u Rimu – William Wyler Shane – George Stevens Tunika – Frank Ross                                                       |
| 1954.  | Na dokovima New Yorka – Sam Spiegel             | Pobuna na Caineu – Stanley Kramer Provincijalka – William Perlberg Sedam nevjesta za sedmero braće – Jack Cummings Tri novčića u fontani – Sol C. Siegel     |
| 1955.  | Marty – Harold Hecht                            | Gospodin Roberts – Leland Hayward Love is a Many-Splendored Thing – Buddy Adler Piknik – Fred Kohlmar Tetovirana ruža – Hal B. Wallis                        |
| 1956.  | Put oko svijeta u 80 dana – Michael Todd        | Deset zapovijedi – Cecil B. DeMille Div – George Stevens, Henry Ginsberg Kralj i ja – Charles Brackett Prijateljsko uvjeravanje – William Wyler              |
| 1957.  | Most na rijeci Kwai – Sam Spiegel               | 12 gnjevnih ljudi – Henry Fonda, Reginald Rose Gradić Peyton – Jerry Wald Sayonara – William Goetz Svjedok optužbe – Arthur Hornblow, Jr.                    |
| 1958.  | Gigi – Arthur Freed                             | Auntie Mame – Jack L. Warner Bijeg u lancima – Stanley Kramer Mačka na vrućem limenom krovu – Lawrence Weingarten Odvojeni stolovi – Harold Hecht            |
| 1959.  | Ben-Hur – Sam Zimbalist                         | Anatomija jednog umorstva – Otto Preminger Dnevnik Anne Frank – George Stevens Priča o opatici – Henry Blanke Put u visoko društvo – John Woolf, James Woolf |

### 1960-e
| Godina | Film Producenti                        | Nominirani |
| ------ | -------------------------------------- | --- |
| 1960.  | Apartman – Billy Wilder                | Alamo – John Wayne Elmer Gantry – Bernard Smith Sinovi i ljubavnici – Jerry Wald The Sundowners – Fred Zinnemann                                                               |
| 1961.  | Priča sa zapadne strane – Robert Wise  | Fanny – Joshua Logan Hazarder – Robert Rossen Suđenje u Nürnbergu – Stanley Kramer Topovi s Navaronea – Carl Foreman                                                           |
| 1962.  | Lawrence od Arabije – Sam Spiegel      | Glazbenik – Morton DaCosta Najduži dan – Darryl F. Zanuck Pobuna na brodu Bounty – Aaron Rosenberg Ubiti pticu rugalicu – Alan J. Pakula                                       |
| 1963.  | Tom Jones – Tony Richardson            | Amerika, Amerika – Elia Kazan Kako je osvojen Zapad – Bernard Smith Kleopatra – Walter Wanger Ljiljani u polju – Ralph Nelson                                                  |
| 1964.  | My Fair Lady – Jack L. Warner          | Becket – Hal B. Wallis Dr. Strangelove ili: Kako sam naučio ne brinuti i zavolio bombu – Stanley Kubrick Grk Zorba – Michael Cacoyannis Mary Poppins – Walt Disney, Bill Walsh |
| 1965.  | Moje pjesme, moji snovi – Robert Wise  | Brod luđaka – Stanley Kramer Darling – Joseph Janni Doktor Živago – Carlo Ponti Tisuću klaunova – Fred Coe                                                                     |
| 1966.  | Čovjek za sva vremena – Fred Zinnemann | Alfie – Lewis Gilbert Misija u Kini – Robert Wise Rusi dolaze, Rusi dolaze – Norman Jewison Tko se boji Virginije Woolf? – Ernest Lehman                                       |
| 1967.  | U vrelini noći – Walter Mirisch        | Bonnie i Clyde – Warren Beatty Diplomac – Lawrence Turman Doktor Dolittle – Arthur P. Jacobs Pogodi tko dolazi na večeru – Stanley Kramer                                      |
| 1968.  | Oliver! – John Woolf                   | Rachel, Rachel – Paul Newman Romeo i Julija – Anthony Havelock-Allan, John Brabourne Smiješna djevojka – Ray Stark Zima jednog lava – Martin Poll                              |
| 1969.  | Ponoćni kauboj – Jerome Hellman        | Anne od tisuću dana – Hal B. Wallis Butch Cassidy i Sundance Kid – John Foreman Z – Jacques Perrin, Ahmed Rachedi Zdravo, Dolly! – Ernest Lehman                               |

### 1970-e
| Godina | Film Producenti                                                                 | Nominirani |
| ------ | ------------------------------------------------------------------------------- | --- |
| 1970.  | Patton – Frank McCarthy                                                         | Aerodrom – Ross Hunter Ljubavna priča – Howard G. Minsky M*A*S*H – Ingo Preminger Pet lakih komada – Bob Rafelson, Richard Wechsler                                                          |
| 1971.  | Francuska veza – Philip D'Antoni                                                | Guslač na krovu – Norman Jewison Nikolaj i Aleksandra – Sam Spiegel Paklena naranča – Stanley Kubrick Posljednja kino predstava – Stephen J. Friedman                                        |
| 1972.  | Kum – Albert S. Ruddy                                                           | Cabaret – Cy Feuer Emigranti – Bengt Forslund Oslobađanje – John Boorman Sounder – Robert B. Radnitz                                                                                         |
| 1973.  | Žalac – Tony Bill, Michael Phillips, Julia Phillips                             | Američki grafiti – Francis Ford Coppola, Gary Kurtz Egzorcist – William Peter Blatty Krici i šaputanja – Ingmar Bergman A Touch of Class – Melvin Frank                                      |
| 1974.  | Kum II – Francis Ford Coppola, Gray Frederickson, Fred Roos                     | Kineska četvrt – Robert Evans Lenny – Marvin Worth Pakleni toranj – Irwin Allen Prisluškivanje – Francis Ford Coppola                                                                        |
| 1975.  | Let iznad kukavičjeg gnijezda – Michael Douglas, Saul Zaentz                    | Barry Lyndon – Stanley Kubrick Nashville – Robert Altman Pasje poslijepodne – Martin Bregman, Martin Elfand Ralje – Richard D. Zanuck, David Brown                                           |
| 1976.  | Rocky – Robert Chartoff, Irwin Winkler                                          | Svi predsjednikovi ljudi – Walter Coblenz Taksist – Michael Phillips, Julia Phillips TV mreža – Howard Gottfried Vlakom prema slavi – Robert F. Blumofe, Harold Leventhal                    |
| 1977.  | Annie Hall – Charles H. Joffe                                                   | Djevojka za zbogom – Ray Stark Julia – Richard Roth Zvjezdani ratovi, Epizoda 4: Nova nada – Gary Kurtz Životna prekretnica – Herbert Ross, Arthur Laurents                                  |
| 1978.  | Lovac na jelene – Barry Spikings, Michael Deeley, Michael Cimino, John Peverall | Nebo može čekati – Warren Beatty Ponoćni ekspres – Alan Marshall, David Putnam Povratak veterana – Jerome Hellman Slobodna žena – Paul Mazursky, Tony Ray                                    |
| 1979.  | Kramer protiv Kramera – Stanley R. Jaffe                                        | Apokalipsa danas – Francis Ford Coppola, Fred Roos, Fray Frederickson, Tom Sternberg Četiri prijatelja – Peter Yates Norma Rae – Tamara Aseyev, Alex Rose Sav taj jazz – Robert Alan Aurthur |

### 1980-e
| Godina | Film Producenti                                              | Nominirani |
| ------ | ------------------------------------------------------------ | --- |
| 1980.  | Obični ljudi – Ronald L. Schwary                             | Čovjek slon – Jonathan Sanger Razjareni bik – Irwin Winkler, Robert Chartoff Rudareva kći – Bernard Schwartz Tessa – Claude Berri, Timothy Burrill                                                        |
| 1981.  | Vatrene kočije – David Puttnam                               | Atlantic City – Denis Heroux Crveni – Warren Beatty Ljetnikovac na Zlatnom jezeru – Bruce Gilbert Otimači izgubljenog kovčega – Frank Marshall                                                            |
| 1982.  | Gandhi – Richard Attenborough                                | E.T. – Steven Spielberg, Kathleen Kennedy Nestali – Edward Lewis, Mildred Lewis Presuda – Richard D. Zanuck, David Brown Tootsie – Sydney Pollack, Dick Richards                                          |
| 1983.  | Vrijeme nježnosti – James L. Brooks                          | Garderobijer – Peter Yates Nježno milosrđe – Philip S. Hobel Prava stvar – Irwin Winkler, Robert Chartoff Velika jeza – Michael Shamberg                                                                  |
| 1984.  | Amadeus – Saul Zaentz                                        | Mjesto u srcu – Arlene Donovan Polja smrti – David Puttnam Put u Indiju – John Brabourne, Richard Goodwin Vojnikova priča – Norman Jewison, Ronald L. Schwary, Patrick Palmer                             |
| 1985.  | Moja Afrika – Sydney Pollack                                 | Boja purpura – Steven Spielberg, Kathleen Kennedy, Frank Marshall, Quincy Jones Čast Prizzijevih – John Foreman Poljubac žene pauka – David Weisman Svjedok – Edward S. Feldman                           |
| 1986.  | Vod smrti – Arnold Kopelson                                  | Djeca manjeg boga – Burt Sugarman, Patrick J. Palmer Hannah i njezine sestre – Robert Greenhut Misija – Fernando Ghia, David Puttnam Soba s pogledom – Ismail Merchant                                    |
| 1987.  | Posljednji kineski car – Jeremy Thomas                       | Fatalna privlačnost – Stanley R. Jaffe, Sherry Lansing Nada i slava – John Boorman TV Dnevnik – James L. Brooks Začarana mjesecom – Patrick J. Palmer, Norman Jewison                                     |
| 1988.  | Kišni čovjek – Mark Johnson                                  | Mississippi u plamenu – Frederick Zollo, Robert F. Colesberry Opasne laži – Norma Heyman, Hank Moonjean Slučajni turist – Lawrence Kasdan, Charles Okun, Michael Grillo Zaposlena djevojka – Douglas Wick |
| 1989.  | Vozeći gospođicu Daisy – Richard D. Zanuck, Lili Fini Zanuck | Društvo mrtvih pjesnika – Steven Haft, Paul Junger Witt, Tony Thomas Moje lijevo stopalo – Noel Pearson Polje snova – Lawrence Gordon, Charles Gordon Rođen 4. srpnja – A. Kitman Ho, Oliver Stone        |

### 1990-e
| Godina | Film Producenti                                                                                       | Nominirani |
| ------ | --- | --- |
| 1990.  | Ples s vukovima – Kevin Costner, Jim Wilson                                                           | Buđenja – Walter F. Parkes, Lawrence Lasker Dobri momci – Irwin Winkler Duh – Lisa Weinstein Kum III – Francis Ford Coppola |
| 1991.  | Kad jaganjci utihnu – Edward Saxon, Kenneth Uth, Ron Bozman                                           | Bugsy – Mark Johnson, Barry Levinson, Warren Beatty JFK – A. Kitman Ho, Oliver Stone Gospodar plime – Barbra Streisand, Andrew S. Karsch Ljepotica i zvijer – Don Hahn                                                                                     |
| 1992.  | Nepomirljivi – Clint Eastwood                                                                         | Howards End – Ismail Merchant Malo dobrih ljudi – Rob Reiner, David Brown, Andrew Scheinman Miris žene – Martin Brest Plačljiva igra – Stephen Wooley |
| 1993.  | Schindlerova lista – Steven Spielberg, Gerald R. Molen, Branko Lustig                                 | Bjegunac – Arnold Kopelson Piano – Jan Chapman Na kraju dana – Mike Nichols, John Calley, Ismail Merchant U ime oca – Jim Sheridan |
| 1994.  | Forrest Gump – Wendy Finerman, Steve Tisch, Steve Starkey                                             | Četiri vjenčanja i sprovod – Duncan Kenworthy Iskupljenje u Shawshanku – Niki Marvin Kviz – Robert Redford, Michael Jacobs, Julian Krainin, Michael Nozick Pakleni šund – Lawrence Bender                                                                  |
| 1995.  | Hrabro srce – Mel Gibson, Alan Ladd, Jr., Bruce Davey                                                 | Apollo 13 – Brian Grazer Poštar – Mario Cecchi Gori, Vittorio Cecchi Gori, Gaetano Danieli Praščić Babe – Bill Miller, George Miller, Doug Mitchell Razum i osjećaji – Linsday Doran                                                                       |
| 1996.  | Engleski pacijent – Saul Zaentz                                                                       | Fargo – Ethan Coen Jerry Maguire – James L. Brooks, Laurence Mark, Richard Sakai, Cameron Crowe Sjaj – Jane Scott Tajne i laži – Simon Channing-Williams                                                                                                   |
| 1997.  | Titanic – James Cameron, Jon Landau                                                                   | Bolje ne može – James L. Brooks, Bridget Johnson, Kristi Zea Dobri Will Hunting – Lawrence Bender L.A. Povjerljivo – Curtis Hanson, Arnon Milchan, Michael G. Nathanson Skidajte se do kraja – Uberto Pasolini                                             |
| 1998.  | Zaljubljeni Shakespeare – David Parfitt, Donna Gigliotti, Harvey Weinstein, Edward Zwick, Marc Norman | Elizabeta – Alison Owen, Eric Fellner, Tim Bevan Spašavanje vojnika Ryana – Steven Spielberg, Ian Bryce, Mark Gordon, Gary Levinsohn Tanka crvena linija – Robert Michael Geisler, John Roberdau, Grant Hill Život je lijep – Elda Feri, Gianluigi Braschi |
| 1999.  | Vrtlog života – Bruce Cohen, Dan Jinks                                                                | Kućna pravila – Richard N. Gladstein Probuđena savjest – Michael Mann, Pirter an Brugge Šesto čulo – Frank Marshall, Kathleen Kennedy, Barry Mendel Zelena milja – Frank Darabont, David Valdes                                                            |

### 2000-te
| Godina | Film Producenti                                                                    | Nominirani |
| ------ | ---------------------------------------------------------------------------------- | --- |
| 2000.  | Gladijator – David H. Franzoni, Branko Lustig, Douglas Wick                        | Čokolada – David Brown, Kit Golden, Leslie Holleran Erin Brockovich – Danny DeVito, Michael Shamberg, Stacey Sher Tigar i zmaj – William Kong, Li-Kong Hsu, Ang Lee Traffic – Laura Bickford, Marshall Herskovitz, Edward Zwick |
| 2001.  | Genijalni um – Brian Grazer, Ron Howard                                            | Gosford Park – Robert Altman, Bob Balaban, David Levy Gospodar prstenova: Prstenova družina – Peter Jackson, Barrie M. Osborne, Fran Walsh Moulin Rouge – Fred Baron, Martin Brown, Baz Luhrmann U zamci – Graham Leader, Ross Katt, Todd Field |
| 2002.  | Chicago – Martin Richards                                                          | Bande New Yorka – Alberto Grimaldi, Harvey Weinstein Gospodar prstenova: Dvije kule – Peter Jackson, Barrie M. Osborne, Fran Walsh Pijanist – Roman Polanski, Robert Benmussa, Alain Sarde Sati – Scott Rudin, Robert Fox |
| 2003.  | Gospodar prstenova: Povratak kralja – Peter Jackson, Barrie M. Osborne, Fran Walsh | Gospodar i ratnik: Daleka strana svijeta – Samuel Goldwyn, Jr., Peter Weir, Duncan Henderson Izgubljeni u prijevodu – Ross Katz, Sofia Coppola Mistična rijeka – Robert Lorenz, Judie G. Hoyt, Clint Eastwood Utrka života – Kathleen Kennedy, Frank Marshall, Gary Ross |
| 2004.  | Djevojka od milijun dolara – Clint Eastwood, Albert S. Ruddy, Tom Rosenburg        | Avijatičar – Michael Mann, Graham King Ray – Taylor Hackford, Stuart Benjamin, Howard Baldwin San za životom J.M. Barrieja – Richard N. Gladstein, Nellie Bellflower Stranputica – Michael London |
| 2005.  | Fatalna nesreća – Paul Haggis, Cathy Schulman                                      | Capote – Caroline Baron, William Vince, Michael Ohoven Laku noć i sretno – Grant Heslov München – Steven Spielberg, Kathleen Kennedy, Barry Mendel Planina Brokeback – Diana Ossana, James Schamus |
| 2006.  | Pokojni – Graham King                                                              | Babel – Alejandro González Iñárritu, Steve Golin, Jon Kilik Kraljica – Andy Harries, Christine Langan, Tracey Seaward Mala Miss Amerike – David T. Friendly, Peter Saraf, Marc Turtletaub Pisma s Iwo Jime – Clint Eastwood, Steven Spielberg, Robert Lorenz |
| 2007.  | Nema zemlje za starce – Scott Rudin, Ethan Coen, Joel Coen                         | Bit će krvi – JoAnne Sellar, Paul Thomas Anderson, Daniel Lupi Juno – Lianne Halfon, Mason Novick, Russell Smith Michael Clayton – Sydney Pollack, Jennifer Fox, Kerry Orent Okajanje – Tim Bevan, Eric Fellner, Paul Webster |
| 2008.  | Milijunaš s ulice – Christian Colson                                               | Frost/Nixon – Ron Howard, Brian Grazer, Tim Bevan, Eric Fellner Milk – Dan Jinks, Bruce Cohen Neobična priča o Benjaminu Buttonu – Kathleen Kennedy, Frank Marshall, Ray Stark Žena kojoj sam čitao – Anthony Minghella, Sydney Pollack, Scott Rudin |
| 2009.  | Narednik James – Kathryn Bigelow, Mark Boal, Nicolas Chartier, Greg Shapiro        | Avatar – James Cameron, Jon Landau Okrug 9 – Peter Jackson, Carolynne Cunningham Nebesa - Jonas Rivera Nemilosrdni gadovi - Lawrence Bender Ni na nebu, ni na zemlji - Daniel Dubiecki, Ivan Reitman, Jason Reitman Ozbiljan čovjek – Joel Coen, Ethan Coen Precious – Lee Daniels, Sarah Siegel-Magness, Gary Magness Priča o prvaku – Broderick Johnson, Andrew A. Kosove, Gil Netter Sve o jednoj djevojci – Finola Dwyer, Amanda Posey |

### 2010-e
| Godina | Film Producenti | Nominirani |
| ------ | --- | --- |
| 2010.  | Kraljev govor – Iain Canning, Emile Sherman, Gareth Unwin                                                          | Crni labud – Scott Franklin, Mike Medavoy, Brian Oliver Boksač – David Hoberman, Todd Lieberman, Mark Wahlberg Početak – Christopher Nolan, Emma Thomas Djeca su dobro – Gary Gilbert, Jeffrey Levy-Hinte, Celine Rattray 127 sati – Danny Boyle, Christian Colson Društvena mreža – Dana Brunetti, Ceán Chaffin, Michael De Luca, Scott Rudin Priča o igračkama 3 – Darla K. Anderson Čovjek zvan Hrabrost – Ethan Coen, Joel Coen, Scott Rudin Zimska kost – Alix Madigan, Anne Rosellini                                                                        |
| 2011.  | Umjetnik – Thomas Langmann                                                                                         | Nasljednici – Jim Burke, Alexander Payne, Jim Taylor Jako glasno i nevjerojatno blizu – Scott Rudin Tajni život kućnih pomoćnica – Brunson Green, Chris Columbus, Michael Barnathan Hugo – Graham King, Martin Scorsese Ponoć u Parizu – Letty Aronson, Stephen Tenenbaum Igra pobjednika – Michael De Luca, Rachael Horovitz, Brad Pitt Drvo života – Sarah Green, Bill Pohlad, Dede Gardner, Grant Hill Put rata – Steven Spielberg, Kathleen Kennedy |
| 2012.  | Argo – Grant Heslov, Ben Affleck, George Clooney                                                                   | Ljubav – Margaret Ménégoz, Stefan Arndt, Veit Heiduschka, Michael Katz Odbjegli Django – Stacey Sher, Reginald Hudlin, Pilar Savone Jadnici – Tim Bevan, Eric Fellner, Debra Hayward, Cameron Mackintosh Zero Dark Thirty – Mark Boal, Kathryn Bigelow, Megan Ellison Zvijeri južnih divljina – Josh Penn, Dan Janvey, Michael Gottwald U dobru i u zlu – Bruce Cohen, Donna Gigliotti Pijev život – Ang Lee, Gil Netter, David Womark Lincoln – Steven Spielberg, Kathleen Kennedy                                                                                |
| 2013.  | 12 godina ropstva – Brad Pitt, Dede Gardner, Jeremy Kleiner, Steve McQueen, Anthony Katagas                        | Vuk s Wall Streeta – Leonardo DiCaprio, Emma Tillinger Koskoff, Joey McFarland, Martin Scorsese Američki varalice – Charles Roven, Richard Suckle, Megan Ellison, Jonathan Gordon Nebraska – Albert Berger, Ron Yerxa Kapetan Phillips – Scott Rudin, Dana Brunetti, Michael De Luca Philomena – Gabrielle Tana, Steve Coogan, Tracey Seaword Dobri dileri iz Dallasa – Robbie Brenner, Rachel Winter Gravitacija – Alfonso Cuarón, David Heyman Ona – Megan Ellison, Spike Jonze, Vincent Landay                                                                  |
| 2014.  | Birdman – Alejandro González Iñárritu, John Lesher, James W. Skotchdopole                                          | Američki snajper – Clint Eastwood, Robert Lorenz, Andrew Lazar, Bradley Cooper, Peter Morgan Odrastanje – Richard Linklater, Cathleen Sutherland Igra oponašanja – Nora Grossman, Ido Ostrowsky, Teddy Schwarzman Hotel Grand Budapest – Wes Anderson, Scott Rudin, Steven Rales, Jeremy Dawson Selma – Christian Colson, Oprah Winfrey, Dede Gardner, Jeremy Kleiner Teorija svega – Tim Bevan, Eric Fellner, Lisa Bruce, Anthony McCarten Ritam ludila – Jason Blum, Helen Estabrook, David Lancaster                                                            |
| 2015.  | Spotlight – Michael Sugar, Steve Golin, Nicole Rocklin, Blye Pagon Faust                                           | Povratnik – Arnon Milchan, Steve Golin, Alejandro González Iñárritu, Mary Parent, Keith Redmon Soba – Ed Guiney Brooklyn – Finola Dwyer, Amanda Posey Most špijuna – Steven Spielberg, Marc Platt, Kristie Macosko Krieger Marsovac – Simon Kinberg, Ridley Scott, Michael Schaefer, Mark Huffam Pobješnjeli Max: Divlja cesta – Doug Mitchell, George Miller Oklada stoljeća – Brad Pitt, Dede Gardner, Jeremy Kleiner |
| 2016.  | Moonlight – Dede Gardner, Jeremy Kleiner, Adele Romanski                                                           | Dolazak – Shawn Levy, Dan Levine, Aaron Ryder, David Linde Ograde – Todd Black, Scott Rudin, Denzel Washington Greben spašenih – Bill Mechanic, David Permut Sve ili ništa – Carla Hacken, Julie Yorn Skrivene brojke – Peter Chernin, Donna Gigliotti, Theodore Melfi, Jenno Topping, Pharrell Williams La La Land – Fred Berger, Jordan Horowitz, Marc Platt Lav – Iain Canning, Angie Fielder, Emile Sherman Manchester by the Sea - Lauren Beck, Matt Damon, Kimberly Steward, Chris Moore, Kevin J. Walsh                                                     |
| 2017.  | Oblik vode – Guillermo del Toro, J. Miles Dale                                                                     | Skrivena ljubav – Peter Spears, Luca Guadagnino, Emilie Georges, Marco Morabito Prijelomni čas – Tim Bevan, Eric Fellner, Lisa Bruce, Anthony McCarten, Douglas Urbanski Dunkirk – Emma Thomas, Christopher Nolan Bježi – Sean McKittrick, Jason Blum, Edward H. Hamm Jr., Jordan Peele Lady Bird – Scott Rudin, Eli Bush, Evelyn O'Neill Fantomska nit – JoAnne Sellar, Paul Thomas Anderson, Megan Ellison, Daniel Lupi Novine – Amy Pascal, Steven Spielberg, Kristie Macosko Krieger Tri plakata izvan grada - Graham Broadbent, Pete Czernin, Martin McDonagh |
| 2018.  | Zelena knjiga: Vodič za život – Jim Burke, Brian Hayes Currie, Peter Farrelly, Nick Vallelonga, Charles B. Wessler | Black Panther – Kevin Feige Crni član KKKlana – Jason Blum, Spike Lee, Raymond Mansfield, Sean McKittrick, Jordan Peele Bohemian Rhapsody – Graham King Miljenica – Ceci Dempsey, Ed Guiney, Lee Magiday, Yorgos Lanthimos Roma – Alfonso Cuarón, Gabriela Rodríguez Zvijezda je rođena – Bradley Cooper, Bill Gerber, Lynette Howell Taylor Čovjek iz sjene – Dede Gardner, Jeremy Kleiner, Adam McKay, Kevin J. Messick |
| 2019.  | Parazit – Joon-ho Bong, Sin-ae Kwak                                                                                | Izazivač: Le Mans '66 – Peter Chernin, James Mangold, Jenno Topping Irac – Robert De Niro, Jane Rosenthal, Martin Scorsese, Emma Tillinger Koskoff Jojo Rabbit – Carthew Neal, Taika Waititi, Chelsea Winstanley Joker – Bradley Cooper, Todd Phillips, Emma Tillinger Koskoff Male žene – Amy Pascal Priča o braku – Noah Baumbach, David Heyman 1917. – Pippa Harris, Callum McDougall, Sam Mendes, Jayne-Ann Tenggren Bilo jednom… u Hollywoodu - David Heyman, Shannon McIntosh, Quentin Tarantino                                                             |

### 2020-e
| Godina | Film Producenti                                                                       | Nominirani |
| ------ | ------------------------------------------------------------------------------------- | --- |
| 2020.  | Zemlja nomada – Frances McDormand, Peter Spears, Mollye Asher, Dan Janvey, Chloé Zhao | Djevojka koja obećava – Ben Browning, Ashley Fox, Emerald Fennell, Josey McNamara Juda i crni Mesija – Shaka King, Charles D. King, Ryan Coogler Mank – Ceán Chaffin, Eric Roth, Douglas Urbanski Zvuk metala – Bert Hamelinck, Sacha Ben Harroche Minari – Christina Oh Otac – David Parfitt, Jean-Louis Livi, Philippe Carcassonne Čikaška sedmorka – Marc Platt, Stuart M. Besser |
| 2021.  | CODA – Philippe Rousselet, Fabrice Gianfermi, Patrick Wachsberger                     | Belfast – Laura Berwick, Kenneth Branagh, Becca Kovacik, Tamar Thomas Ne gledaj gore – Adam McKay, Kevin Messick Drive My Car – Teruhisa Yamamoto Dina – Mary Parent, Denis Villeneuve, Cale Boyter Kralj Richard – Tim White, Trevor White, Will Smith Licorice Pizza – Sara Murphy, Adam Somner, Paul Thomas Anderson Ulica noćnih mora – J. Miles Dale, Guillermo del Toro, Bradley Cooper Šape pasje – Emile Sherman, Iain Canning, Roger Frappier, Jane Campion, Tanya Seghatchian Priča sa zapadne strane – Steven Spielberg, Kristie Macosko Krieger                                        |
| 2022.  | Sve u isto vrijeme – Daniel Kwan, Daniel Scheinert i Jonathan Wang                    | Na Zapadu ništa novo – Malte Grunert Avatar: Put vode – James Cameron i Jon Landau Duhovi otoka – Graham Broadbent, Pete Czernin i Martin McDonagh Elvis – Baz Luhrmann, Catherine Martin, Gail Berman i dr. Fabelmanovi – Kristie Macosko Krieger, Steven Spielberg, Tony Kushner Tár – Todd Field, Alexandra Milchan i Scott Lambert Top Gun: Maverick – Tom Cruise, Christopher McQuarrie, Jerry Bruckheimer i dr. Trokut tuge – Erik Hemmendorff i Philippe Bober Žene govore – Dede Gardner, Jeremy Kleiner i Frances McDormand                                                               |
| 2023.  | Oppenheimer – Emma Thomas, Charles Roven, Christopher Nolan                           | American Fiction – Ben LeClair, Nikos Karamigios, Cord Jefferson i Jermaine Johnson Anatomija pada – Marie-Ange Luciani i David Thion Barbie – David Heyman, Margot Robbie, Tom Ackerley i Robbie Brenner The Holdovers – Mark Johnson Ubojice cvjetnog mjeseca – Dan Friedkin, Bradley Thomas, Martin Scorsese i Daniel Lupi Maestro – Bradley Cooper, Steven Spielberg, Fred Berner, Amy Derning i Kristie Macosko Krieger Prošli životi – David Hinojosa, Christine Vachon i Pamela Koffler Uboga stvorenja – Ed Guiney, Andrew Lowe, Yorgos Lanthimos, Emma Stone Zona interesa – James Wilson |

## Ostvarenja
| Dodjela | Godina      | Film                                | Nagrade | Nom. | Ostvarenja |
| ------- | ----------- | ----------------------------------- | ------- | ---- | --- |
| 1.      | 1927./1928. | Krila                               | 2       | 2    | prvi nijemi film koji je postao najbolji film |
| 1.      | 1927./1928. | Krila                               | 2       | 2    | prvi ratni film koji je postao najbolji film |
| 1.      | 1927./1928. | Krila                               | 2       | 2    | prvi film koji je osvojio nagradu za najbolji film i za sve druge nominacije                                                                                  |
| 1.      | 1927./1928. | Krila                               | 2       | 2    | prvi film koji je osvojio nagradu za najbolji film bez da je nominiran za najboljeg redatelja                                                                 |
| 1.      | 1927./1928. | Krila                               | 2       | 2    | prvi film koji je osvojio nagradu za najbolji film bez ijedne glumačke nominacije                                                                             |
| 2.      | 1928./1929. | Broadwayska melodija                | 1       | 3    | prvi zvučni film koji je osvojio nagradu za najbolji film |
| 2.      | 1928./1929. | Broadwayska melodija                | 1       | 3    | prvi mjuzikl koji je osvojio nagradu za najbolji film |
| 2.      | 1928./1929. | Broadwayska melodija                | 1       | 3    | prvi film koji je osvojio nagradu za najbolji film bez da je osvojio ijednog drugog Oscara                                                                    |
| 2.      | 1930./1931. | Cimarron                            | 3       | 7    | prvi film koji je nominiran za svih pet najprestižnijih Oscara (najbolji film, redatelj, glavni glumac, glavna glumica i adaptirani scenarij)                 |
| 2.      | 1930./1931. | Cimarron                            | 3       | 7    | prvi vestern koji je osvojio nagradu za najbolji film |
| 2.      | 1931./1932. | Grand Hotel                         | 1       | 1    | prvi (i jedini) film koji je osvojio nagradu za najbolji film bez ijedne druge nominacije                                                                     |
| 6.      | 1932./1933. | She Done Him Wrong                  | 0       | 1    | najkraći film koji je nominiran za najbolji (1 sat i 6 minuta)                                                                                                |
| 6.      | 1932./1933. | Privatni život Henrika VIII.        | 1       | 2    | prvi strani nominiran za najbolji i koji je osvojio nagradu (britanski)                                                                                       |
| 7.      | 1934.       | Dogodilo se jedne noći              | 5       | 5    | prvi od samo tri filma koji je osvojio svih pet najprestižnijih Oscara                                                                                        |
| 7.      | 1934.       | Dogodilo se jedne noći              | 5       | 5    | prvi film nominiran za najbolji koji je osvojio Oscare za najboljeg glumca i najbolju glumicu                                                                 |
| 7.      | 1934.       | Dogodilo se jedne noći              | 5       | 5    | prva komedija koja je proglašena najboljim filmom |
| 8.      | 1935.       | Pobuna na brodu Bounty              | 1       | 8    | prva obrada koja je osvojila nagradu za najbolji film |
| 8.      | 1935.       | Pobuna na brodu Bounty              | 1       | 8    | posljednji film do danas koji je osvojio nagradu za najbolji film bez osvajanja ijednog drugog Oscara                                                         |
| 10.     | 1937.       | Život Emila Zole                    | 3       | 10   | prvi biografski film proglašen najboljim filmom |
| 11.     | 1938.       | Velika iluzija                      | 0       | 1    | prvi film na stranom jeziku nominiran za najbolji film (francuski)                                                                                            |
| 12.     | 1939.       | Čarobnjak iz Oza                    | 2       | 6    | prvi dječji film nominiran za najbolji film |
| 12.     | 1939.       | Zameo ih vjetar                     | 8       | 13   | najduži film koji je proglašen najboljim filmom (3 sata i 54 minute)                                                                                          |
| 12.     | 1939.       | Zameo ih vjetar                     | 8       | 13   | prvi u cijelosti film u boji koji je proglašen najboljim filmom                                                                                               |
| 13.     | 1940.       | Rebecca                             | 2       | 11   | prvi triler proglašen najboljim filmom |
| 15.     | 1942.       | Gđa. Miniver                        | 6       | 12   | prvi film nominiran za najbolji koji je nominiran u sve četiri glumačke kategorije                                                                            |
| 15.     | 1942.       | Gđa. Miniver                        | 6       | 12   | prvi film proglašen najboljim filmom koji je nominiran u sve četiri glumačke kategorije                                                                       |
| 18.     | 1945.       | Zvona Svete Marije                  | 1       | 8    | prvi nastavak nominiran za najbolji film |
| 18.     | 1945.       | Izgubljeni vikend                   | 4       | 7    | prvi od samo dva filma koji je osvojio nagradu za najbolji film i Zlatnu palmu Filmskog festivala u Cannesu                                                   |
| 21.     | 1948.       | Hamlet                              | 4       | 7    | prvi strani film proglašen najboljim filmom (britanski) |
| 23.     | 1950.       | Sve o Evi                           | 6       | 14   | prvi od samo dva filma koji je nominiran za 14 Oscara, uključujući najbolji film                                                                              |
| 26.     | 1953.       | Odavde do vječnosti                 | 8       | 13   | posljednji film proglašen najboljim koji je nominiran u sve četiri glumačke kategorije                                                                        |
| 28.     | 1955.       | Marty                               | 4       | 8    | drugi od samo dva filma koji je osvojio nagradu za najbolji film i Zlatnu palmu Filmskog festivala u Cannesu                                                  |
| 28.     | 1955.       | Marty                               | 4       | 8    | najkraći film proglašen najboljim (1 sat i 31 minuta) |
| 28.     | 1955.       | Marty                               | 4       | 8    | prvi (i jedini) film temeljen na televizijskom filmu ili miniseriji proglašen najboljim filmom                                                                |
| 29.     | 1956.       | Put oko svijeta u 80 dana           | 5       | 8    | prvi film proglašen najboljim u godini kad su svi nominirani bili snimljeni u boji                                                                            |
| 32.     | 1959.       | Ben-Hur                             | 11      | 12   | prvi od samo tri filma koji je osvojio 11 Oscara, uključujući onaj za najbolji film                                                                           |
| 33.     | 1960.       | Apartman                            | 5       | 10   | posljednji crno bijeli film prije 1993. godine proglašen najboljim filmom                                                                                     |
| 34.     | 1961.       | Priča sa zapadne strane             | 10      | 11   | Prvi od samo dva filma proglašena najboljima s više od jednog potpisanog redatelja (Jerome Robbins i Robert Wise)                                             |
| 38.     | 1965.       | Moje pjesme, moji snovi             | 6       | 12   | prvi film za opću publiku koji je osvojio nagradu za najbolji film                                                                                            |
| 39.     | 1966.       | Tko se boji Virginije Woolf?        | 5       | 13   | prvi (i jedini) film nominiran za najbolji koji je nominiran u svim odgovarajućim kategorijama                                                                |
| 40.     | 1967.       | U vrelini noći                      | 5       | 7    | prvi i jedini film misterije proglašen najboljim filmom |
| 42.     | 1969.       | Ponoćni kauboj                      | 3       | 7    | prvi (i jedini) film za starije od 18 godina proglašen najboljim filmom                                                                                       |
| 43.     | 1970.       | Patton                              | 7       | 10   | prvi film proglašen najboljim za mlađu publiku uz nadzor roditelja                                                                                            |
| 44.     | 1971.       | Paklena naranča                     | 0       | 4    | posljednji film za starije od 18 godina nominiran za najbolji film                                                                                            |
| 45.     | 1972.       | Kum                                 | 3       | 8    | prvi film s rejtingom R koji je proglašen najboljim |
| 45.     | 1972.       | Cabaret                             | 8       | 10   | prvi film nominiran za najbolji koji je osvojio najviše Oscara (8) bez nagrade za najbolji fllm                                                               |
| 46.     | 1973.       | Egzorcist                           | 2       | 10   | prvi horor nominiran za najbolji film |
| 47.     | 1974.       | Kum II                              | 6       | 11   | prvi nastavak proglašen najboljim filmom |
| 48.     | 1975.       | Let iznad kukavičjeg gnijezda       | 5       | 9    | drugi od samo tri filma koji je osvojio pet najprestižnijih Oscara                                                                                            |
| 49.     | 1976.       | Rocky                               | 3       | 10   | prvi sportski film proglašen najboljim filmom |
| 50.     | 1977.       | Životna prekretnica                 | 0       | 11   | prvi od samo dva filma nominirana za najbolji koji je imao najviše nominacija (11) bez ijednog osvojenog Oscara                                               |
| 53.     | 1980.       | Obični ljudi                        | 4       | 6    | posljednji film do danas koji proglašen najboljim bez nominacije za najbolju montažu                                                                          |
| 58.     | 1985.       | Boja purpura                        | 0       | 11   | drugi od samo dva filma nominirana za najbolji s najviše nominacija (11) bez ijednog osvojenog Oscara                                                         |
| 60.     | 1987.       | Posljednji kineski car              | 9       | 9    | prvi film za starije od 13 godina proglašen najboljim filmom                                                                                                  |
| 62.     | 1989.       | Vozeći gospođicu Daisy              | 4       | 9    | posljednji film do danas proglašen najboljim za mlađe od 13 godina                                                                                            |
| 63.     | 1990.       | Kum III                             | 0       | 7    | prva od samo dvije trilogije čija su sva tri filma bila nominirana za najbolji film                                                                           |
| 64.     | 1991.       | Ljepotica i zvijer                  | 2       | 6    | prvi animirani film nominiran za najbolji film |
| 64.     | 1991.       | Kad jaganjci utihnu                 | 5       | 7    | treći od samo tri filma koji je osvojio pet najprestižnijih Oscara                                                                                            |
| 64.     | 1991.       | Kad jaganjci utihnu                 | 5       | 7    | posljednji film proglašen najboljim koji je osvojio Oscare za najboljeg glumca i najbolju glumicu                                                             |
| 64.     | 1991.       | Kad jaganjci utihnu                 | 5       | 7    | prvi (i jedini) horor proglašen najboljim filmom |
| 66.     | 1993.       | Schindlerova lista                  | 7       | 12   | prvi crno bijeli film nakon 1960. proglašen najboljim filmom                                                                                                  |
| 66.     | 1993.       | Bjegunac                            | 1       | 7    | prvi (i jedini) film temeljen na televizijskoj seriji nominiran za najbolji film                                                                              |
| 70.     | 1997.       | Bolje ne može                       | 2       | 7    | posljednji film nominiran za najbolji koji je osvojio Oscare za najboljeg glumca i najbolju glumicu                                                           |
| 70.     | 1997.       | Titanic                             | 11      | 14   | drugi od samo dva filma nominiran za 14 Oscara, uključujući najbolji film                                                                                     |
| 70.     | 1997.       | Titanic                             | 11      | 14   | drugi od samo tri filma koji je osvojio 11 Oscara, uključujući najbolji film                                                                                  |
| 70.     | 1997.       | Titanic                             | 11      | 14   | prvi film proglašen najboljim koji je producirala, režirala, napisala i montirala ista osoba (James Cameron)                                                  |
| 70.     | 1997.       | Titanic                             | 11      | 14   | prvi film proglašen najboljim koji je zaradio preko milijardu dolara (neprilagođeno inflaciji)                                                                |
| 70.     | 1997.       | Titanic                             | 11      | 14   | posljednji film proglašen najboljim koji nije nominiran za scenarij (adaptirani ili originalni)                                                               |
| 71.     | 1998.       | Zaljubljeni Shakespeare             | 7       | 13   | posljednja komedija do danas proglašena najboljim filmom |
| 71.     | 1998.       | Zaljubljeni Shakespeare             | 7       | 13   | film s najviše osvojenih Oscara bez nagrade za najboljeg redatelja                                                                                            |
| 73.     | 2000.       | Traffic                             | 4       | 5    | posljednji film do danas temeljen na televizijskom filmu ili miniseriji nominiran za najbolji film                                                            |
| 73.     | 2000.       | Tigar i zmaj                        | 4       | 10   | prvi (i posljednji) film o borilačkim vještinama do danas koji je nominiran za najbolji film                                                                  |
| 73.     | 2000.       | Tigar i zmaj                        | 4       | 10   | film na stranom jeziku nominiran za najbolji film s najviše nominacija do danas                                                                               |
| 74.     | 2001.       | Genijalni um                        | 4       | 8    | posljednji biografski film do danas proglašen najboljim |
| 75.     | 2002.       | Chicago                             | 6       | 13   | posljednji mjuzikl do danas proglašen najboljim filmom |
| 76.     | 2003.       | Gospodar prstenova: Povratak kralja | 11      | 11   | druga od samo dvije trilogije čija su sva tri filma bila nominirana za najbolji film                                                                          |
| 76.     | 2003.       | Gospodar prstenova: Povratak kralja | 11      | 11   | treći od samo tri filma koji je osvojio 11 Oscara, uključujući najbolji film                                                                                  |
| 76.     | 2003.       | Gospodar prstenova: Povratak kralja | 11      | 11   | prvi (i jedini) film koji je osvojio više od 10 nagrada, a nije nominiran ni u jednoj glumačkoj kategoriji                                                    |
| 76.     | 2003.       | Gospodar prstenova: Povratak kralja | 11      | 11   | posljednji (i jedini) film do danas s deset ili više nominacija (11) koji je pobijedio u svakoj kategoriji za koju je bio nominiran uključujući najbolji film |
| 76.     | 2003.       | Gospodar prstenova: Povratak kralja | 11      | 11   | prvi (i jedini) fantastični film proglašen najboljim filmom                                                                                                   |
| 76.     | 2003.       | Gospodar prstenova: Povratak kralja | 11      | 11   | prvi (i jedini) treći dio trilogije proglašen najboljim filmom                                                                                                |
| 76.     | 2003.       | Gospodar prstenova: Povratak kralja | 11      | 11   | drugi film do danas proglašen najboljim koji je zaradio više od milijardu dolara (neprilagođeno inflaciji)                                                    |
| 78.     | 2005.       | Fatalna nesreća                     | 3       | 6    | prvi (i jedini) festivalski film proglašen najboljim filmom                                                                                                   |
| 79.     | 2006.       | Pisma s Iwo Jime                    | 1       | 4    | posljednji film na stranom jeziku do danas nominiran za najbolji film (japanski)                                                                              |
| 79.     | 2006.       | Pokojni                             | 4       | 5    | prva (i jedina) obrada stranog filma proglašena najboljim filmom                                                                                              |
| 80.     | 2007.       | Nema zemlje za starce               | 4       | 8    | posljednji vestern do danas proglašen najboljim filmom |
| 80.     | 2007.       | Nema zemlje za starce               | 4       | 8    | posljednji film proglašen najboljim koji ima više od jednog potpisanog redatelja (Joel i Ethan Coen)                                                          |
| 81.     | 2008.       | Milijunaš s ulice                   | 8       | 10   | posljednji film do danas proglašen najboljim bez ijedne glumačke nominacije                                                                                   |
| 81.     | 2008.       | Milijunaš s ulice                   | 8       | 10   | prvi (i jedini) film od 2000. godine koji je u prvom vikednu prikazivanja zaradio manje od dva milijuna dolara koji je proglašen najboljim filmom             |
| 82.     | 2009.       | Narednik James                      | 6       | 9    | |
| 83.     | 2010.       | Kraljev govor                       | 4       | 12   | |
| 84.     | 2011.       | Umjetnik                            | 5       | 10   | prvi nijemi film nakon filma Krila (1927./28.) koji je proglašen najboljim                                                                                    |
| 84.     | 2011.       | Umjetnik                            | 5       | 10   | prvi nijemi film nominiran u kategoriji najboljeg filma nakon Patriota (1928./29.)                                                                            |
| 84.     | 2011.       | Umjetnik                            | 5       | 10   | prvi u potpunosti crno-bijeli film proglašen najboljim nakon filma Apartman iz 1960. godine (Schindlerova lista iz 1993. godine sadrži kratku scenu u boji)   |
| 84.     | 2011.       | Umjetnik                            | 5       | 10   | posljednji crno-bijeli film do danas nominiran u kategoriji najboljeg filma                                                                                   |
| 85.     | 2012.       | Argo                                | 3       | 7    | posljednji film do danas proglašen najboljim bez da je nominiran za najboljeg redatelja                                                                       |
| 85.     | 2012.       | U dobru i u zlu                     | 1       | 8    | posljednji film do danas koji je nominiran za svih pet najprestižnijih Oscara                                                                                 |
| 85.     | 2012.       | U dobru i u zlu                     | 1       | 8    | posljednji film do danas nominiran za najbolji koji je nominiran u sve četiri glumačke kategorije                                                             |
| 85.     | 2012.       | Ljubav                              | 1       | 5    | posljednji film na stranom jeziku do danas nominiran za najbolji film (francuski)                                                                             |

## Superlativi
| Kategorija          | Film                                                   | Superlativ         |
| ------------------- | ------------------------------------------------------ | ------------------ |
| Najviše nagrada     | Ben-Hur, Titanic i Gospodar prstenova: Povratak kralja | 11 nagrada         |
| Najviše nominacija  | Sve o Evi i Titanic                                    | 14 nominacija      |
| Najduži pobjednik   | Zameo ih vjetar                                        | 3 sata i 54 minute |
| Najduži nominirani  | Kleopatra                                              | 4 sata i 2 minute  |
| Najkraći pobjednik  | Marty                                                  | 1 sat i 31 minuta  |
| Najkraći nominirani | She Done Him Wrong                                     | 1 sat i 6 minuta   |

## Vanjske poveznice
- Oscars.org (Službena stranica Akademije)
- Oscar.com (Službena promotivna stranica dodjele)
- Baza podataka Akademije  Arhivirana inačica izvorne stranice od 13. rujna 2008. (Wayback Machine) (službena stranica)
- Kompletan popis nominiranih za Oscare
- Link na DVD popis svih dobitnika nagrade za najbolji film  Arhivirana inačica izvorne stranice od 20. lipnja 2008. (Wayback Machine)